# فريتز فوجت

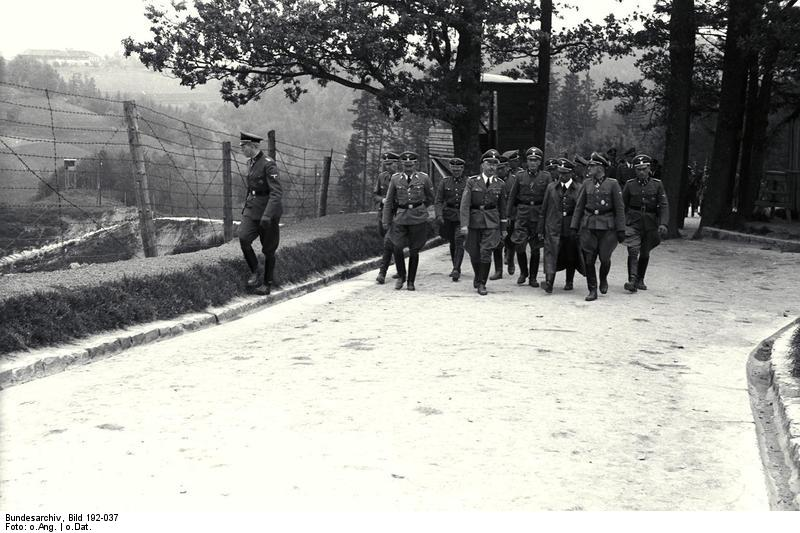
كلينجنبرج (أقصى اليسار) مع هاينريش هيملر وضباط آخرين من قوات الأمن الخاصة في جولة في معسكر اعتقال ماوتهاوزن-جوسن يونيو 1941

فريتز فوجت (بالألمانية: Fritz Vogt) هو عسكري ألماني، ولد في 18 مارس 1918 في ميونخ في ألمانيا، وتوفي في 3 أبريل 1945 في فورستنفلد ‏ في النمسا.